# Korskyrkan, Västerås
Korskyrkan är en kyrkolokal på Karlfeldtsgatan 3 i Västerås, tillhörande Baptistförsamlingen Filadelfia, Västerås - en baptistförsamling med drygt 300 medlemmar som tillhör samfundet Evangeliska Frikyrkan. Församlingen grundades 1935 och har sedan 1967 sin kyrkolokal på nuvarande plats.  Man ser som sin uppgift att hjälpa människor till ett liv med  Jesus.
Förutom gudstjänster och hemgrupper bedriver församlingen ett omfattande barn- och ungdomsarbete, ett internationellt arbete och ett arbete med att på olika sätt göra evangeliet  känt lokalt.

## Tro
I fråga om trosuppfattning bekänner sig Korskyrkan till en baptistisk och karismatisk kristendom, är en del av frikyrkorörelsen och har en evangelikal bibelsyn.
Ett av de särdrag som utmärker baptistförsamlingar är att man inte har några bekännelsedokument utöver Nya Testamentet i Bibeln, som i sig självt anses som en tillräcklig beskrivning av tron. I likhet med övriga församlingar inom  Evangeliska Frikyrkan har Korskyrkan dock valt att ansluta sig till den s.k. Lausannedeklarationen för sin evangeliserande verksamhet.
Korskyrkan är en baptistförsamling som i dopfrågan enbart tillämpar och undervisar så kallade troendedop.

## Internationellt arbete
Församlingen understöder flera missionärer, som bl.a. arbetar med hälsovård, teologisk utbildning och evangelisation i Sydostasien, Centralasien och arabvärlden.
Dessutom är församlingen bidragsgivare till hjälporganisationen Bröd Till Bröder och underhåller fadderbarn bl.a. i Paraguay.

## Barn- och ungdomsarbete
Korskyrkans barn- och ungdomsarbete omfattar:  
- Söndagsskola (4-12 år)
- "Café Kids" (7-10 år)
- "Konfa" (konfirmationsundervisning)
- "Online" (tonår)
- "Fredagsklubben" (10-12 år)
- Olika läger (oftast i samarbete med andra församlingar).

I sina lokaler driver församlingen även förskolan Pärlan med två avdelningar och plats för drygt 30 barn.

## Övrigt lokalt arbete
Församlingsbladet "Kontakt med Korskyrkan" kommer ut tre gånger om året med en upplaga på 2500 exemplar och delas ut till alla hushåll i stadsdelen.

## Korskyrkans föreståndare
- Linné Eriksson (1935-38)
- C. H. Uppman (1938-40)
- Mauritz Svensson-Gagnerud (1941-48)
- Karl-Gustav Johansson (1948-57)
- Karl-Erik Mattsson (1958-62)
- Eric Svensson (1962-69)
- Nils Nilsson (1969-76)
- Görgen Palm (1976-80)
- Bernt Axelsson (1980-89)
- Bengt Freed (1991-2000)
- Rikard Eugénzon (2000-2007)
- Björn Strömvall (2008-2019)
- Magnus Lindeman (Nuvarande)